# Medizinische Klinik
Medizinische Klinik. Wochenschrift Fur Praktische Arzte – tygodnik medyczny założony w Berlinie od 1905 roku przez Kurta Brandenburga. Brandenburg był redaktorem naczelnym czasopisma do śmierci w 1941 roku, potem jego obowiązki przejął Herbert Volkmann.
Wydawany nieprzerwanie do dziś. We wrześniu 2011 roku po połączeniu z czasopismem „Intensivmedizin und Notfallmedizin” kontynuowane jest wydawanie czasopisma pod tytułem „Medizinische Klinik – Intensivmedizin und Notfallmedizin”.